# Atmosphere SC
Atmosphere SC är en dansgrupp från Karlstad och Stockholm innehållande Ana Strandberg, Henrik Möller, Ilan Dromi, Linus Johannesson och Jenna Åhrén. De vann Streetdance SM 2004. 2006 var Ilan Dromi med i dansdokusåpan  Floor Filler på svenska TV3. Sedan 2005 är dansgruppen vilande.